# Bahnhof Ochiai (Hokkaidō)
Der Bahnhof Ochiai (jap. 落合駅, Ochiai-eki) ist ein ehemaliger Bahnhof auf der japanischen Insel Hokkaidō. Er befindet sich in der Unterpräfektur Sorachi auf dem Gebiet der Gemeinde Minamifurano.

## Beschreibung

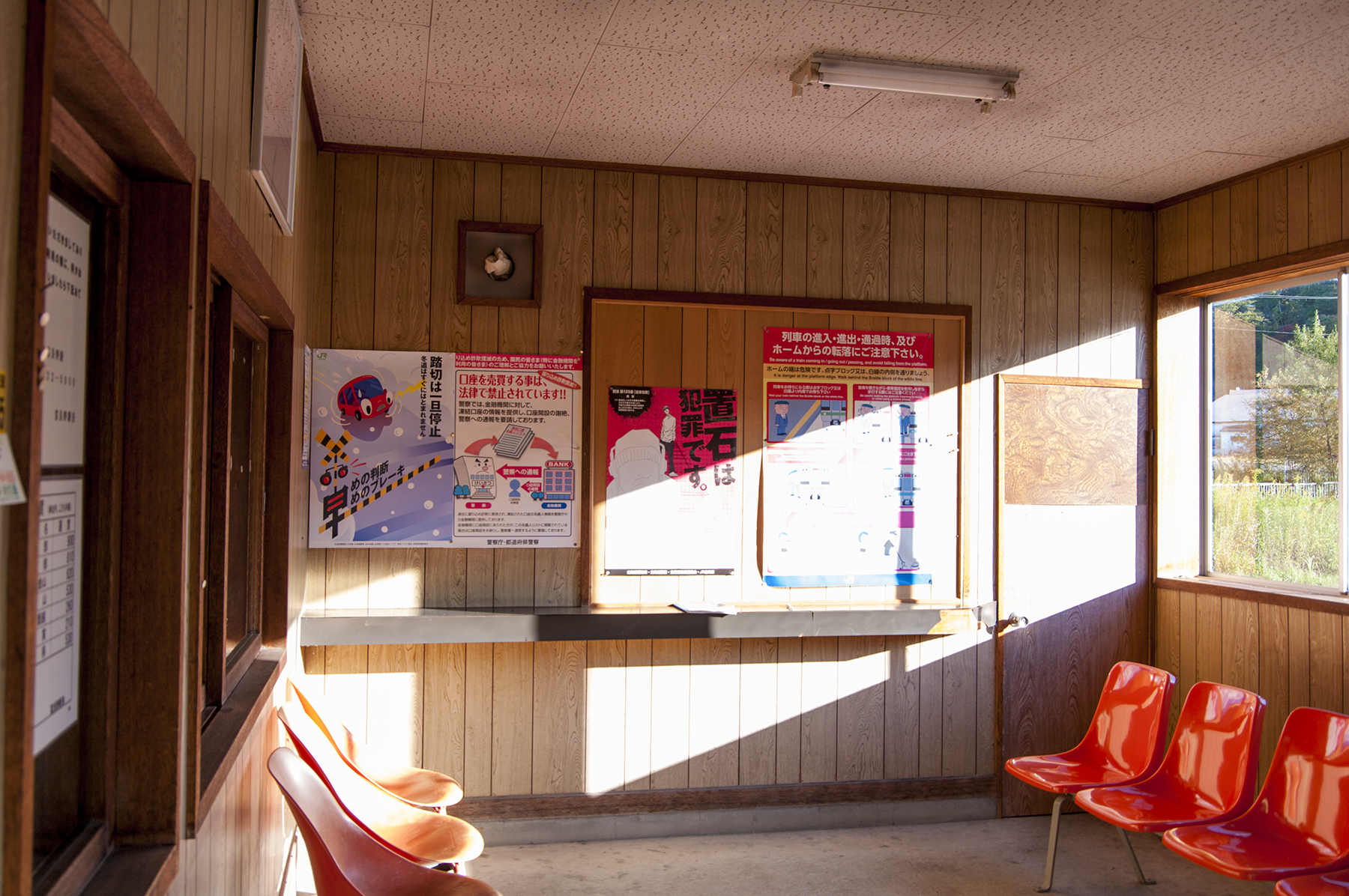
Wartesaal (Oktober 2012)

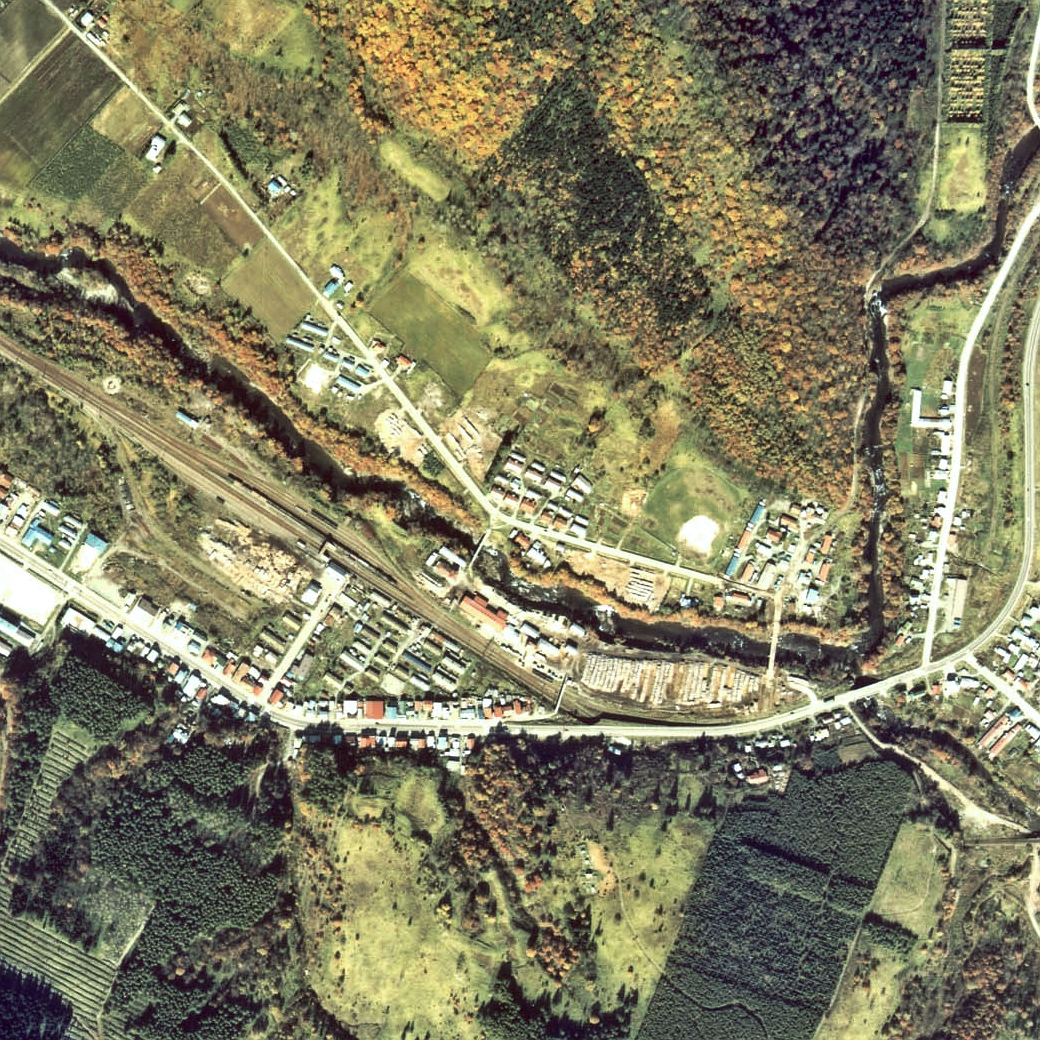
Luftansicht (1977)

Ochiai war ein Durchgangsbahnhof an der eingleisigen Nemuro-Hauptlinie, die von Takikawa über Obihiro und Kushiro nach Nemuro führt. Deren mittlerer Abschnitt zwischen Furano und Shintoku ist mittlerweile stillgelegt. Die Anlage ist von Westen nach Osten ausgerichtet und umfasste drei Gleise, von denen zwei dem Personenverkehr dienten. Sie liegen an einem Mittelbahnsteig, der durch eine gedeckte Überführung mit dem Empfangsgebäude an der Südseite der Anlage verbunden ist. Shintoku, der nächste Bahnhof in östlicher Richtung, ist über 28 km entfernt.

## Geschichte
Die staatliche Gesellschaft Hokkaidō Kansetsu Tetsudō hatte den Auftrag, die wirtschaftliche Entwicklung der Insel durch die Errichtung von Bahnstrecken zu fördern. Zu diesem Zweick baute sie von Asahikawa ausgehend eine Strecke in Richtung Hidaka-Gebirge. Am 3. September 1901 eröffnete sie das Teilstück zwischen Shikagoe und Ochiai. Der Bahnhof erhielt einen Lokomotivschuppen und war zunächst über sechs Jahre lang die östliche Endstation, da sich der Streckenbau im Bereich des Karikachi-Passes in die Länge zog. Das ab 1905 zuständige Eisenbahnamt (das spätere Eisenbahnministerium) eröffnete am 8. September 1907 den noch fehlenden Abschnitt Ochiai–Shintoku, womit zwischen Asahikawa und Kushiro eine durchgehende Verbindung bestand.
Die in Ochiai beginnende Gebirgsstrecke mit dem Scheiteltunnel unter dem Karikachi-Pass erwies sich wegen der starken Steigungen zunehmend als Flaschenhals. Aus diesem Grund begann in den 1960er Jahren der Bau einer neuen Streckenführung, die im Bahnhof von der alten Trasse abbog. Am 29. September 1966 nahm die Japanische Staatsbahn die neue Strecke mit dem Shinkarikachi-Tunnel in Betrieb; einen Tag später legte sie die Gebirgsstrecke still. Aus Kostengründen stellte die Staatsbahn am 15. November 1982 den Güterumschlag und die Gepäckaufgabe ein. Im Rahmen der Staatsbahnprivatisierung ging der Bahnhof am 1. April 1987 in den Besitz der neuen Gesellschaft JR Hokkaido über. Diese legte den Bahnhof zusammen mit dem Abschnitt Furano–Shintoku am 31. März 2024 still.